# Un si joli bouquet
Un si joli bouquet est un téléfilm français réalisé par Jean-Claude Sussfeld, diffusé sur M6 le 20 septembre 1995.

## Synopsis
une journaliste échappe aux tueurs et elle se refuge dans un ferme d'un veuf.

## Fiche technique
- Réalisation : Jean-Claude Sussfeld
- Scénario : Jacques Besnard et Jacques Heaneetah
- Durée : 84 min
- Pays :  France

## Distribution
- Caroline Tresca : Nathalie
- Samuel Labarthe : Luc
- François Berléand : Antoine
- Alex Descas : Barthélémy
- Sonia Vollereaux : Marie
- Séverine Ferrer : Marguerite